# Juliane Werding
Juliane Werding (Essen, 19 de julio de 1956) es una cantante alemana y practicante de terapia alternativa (heilpraktiker).
Sus grabaciones incluyen «Am Tag, als Conny Kramer starb» en 1972 y «Nacht voll Schatten» en 1983 (cover alemán de Moonlight Shadow de Mike Oldfield). "Am Tag, als Conny Kramer starb" es la tonada de la canción americana "The Night They Drove Old Dixie Down" de The Band con letras nuevas sobre un tema diferente. Werding escribió varios libros y vive en Starnberg cerca de  Múnich, donde trabaja en terapia alternativa. Tiene dos hijos. En 2009, dejó el negocio de espectáculo para centrarse en su trabajo de terapia.

## Discografía
- In tiefer Trauer (1972)
- Mein Name ist Juliane (1973)
- Wenn du denkst, du denkst, dann denkst du nur, du denkst (1975)
- … ein Schritt weiter (1976)
- Oh Mann, oh Mann (1977)
- Traumland (1982)
- Sehnsucht ist unheilbar (1986)
- Stimmen im Wind (1986)
- Ohne Angst (1987)
- Jenseits Der Nacht (1987)
- Tarot (1988)
- Zeit Fuer Engel (1990)
- Zeit Nach Avalon Zu Geh'n (1991)
- Sie Weiss Was Sie Will (1992)
- Du Schaffst Es (1994)
- Alles Okay (1995)
- Land Der Langsamen Zeit (1997)
- Sie (1998)
- Es Gibt Kein Zurueck (2000)
- Die welt danach (2004)
- Sehnsucher (2006)
- Ruhe Vor Dem Sturm (2008)

## Premios
- Goldene Europa: 1972
- Goldene Stimmgabel: 1985, 1987, 1991, 1993, 1998

- 2001: Sagen Sie mal, Herr Jesus…
- 2006: Sehnsucher. 7 Wege, mit der Sehnsucht zu leben
- 2007: Huren, Heuchler, Heilige